# (33816) 2000 AL42
2000 AL42 (asteroide 33816) é um asteroide da cintura principal. Possui uma excentricidade de 0.09721530 e uma inclinação de 29.69571º.
Este asteroide foi descoberto no dia 3 de janeiro de 2000 por LINEAR em Socorro.